# Aqua Lorenzo Kft.
Az Aqua Lorenzo Kft.   magyar ásványvízipari vállalkozás. Fő vízvételi helye Albertirsa. Székhelye: Herceghalom, Zsámboki út 16.

## A név eredete
A  víz latin  és a Lőrinc szavak  olasz megfelelőiből alkotott szóösszetétel.

## Története

### Az Aquarius-Aqua öröksége – a magyar ásványvízgyártás egyik legnagyobb fejezete
Az Aquarius-Aqua Kft. 1991-ben kezdte meg működését, és az évtizedek során Magyarország egyik legnagyobb ásványvíz- és üdítőital-gyártó üzemévé nőtte ki magát. Albertirsai palackozóüzeme az ország egyik legjelentősebb, zárt vízzáró rétegből származó, természetes ásványvízlelőhelyére épült.
A cég hosszú éveken át hazai és nemzetközi bolthálózatok saját márkás ásványvizeinek beszállítója volt, emellett több saját márkát is fejlesztett és gyártott. Ezek közé tartozik a Queen üdítőital, amely már akkoriban is országos népszerűségnek örvendett, valamint a WATT energiaital, amely a mai napig a hazai piac egyik meghatározó szereplője.
Az Aquarius-Aqua portfóliója kiterjedt természetes ásványvizekre, szénsavas üdítőkre, energiaitalokra és ízesített vizekre is. A vállalat kivételes minőségét jelzi, hogy a Veritas Gold ásványvíz 2016-ban háromcsillagos elismerést kapott a brüsszeli Superior Taste Award minősítésen – ez nemzetközi szinten is rangos elismerésnek számít.

## Aqua Lorenzo Kft. – a megújulás és a jövő formálása
2021-ben az Aqua Lorenzo Kft. vette át az Aquarius-Aqua örökségét. A vállalat nemcsak a gyártókapacitást és a márkákat örökölte meg, hanem új irányt is kijelölt: modern szemlélettel, prémium márkákkal és fenntartható technológiával folytatja a magyar ásványvízgyártás egyik legszebb hagyományát.
Az Aqua Lorenzo a gyártást továbbra is Magyarország egyik legnagyobb zárt vízkészletéből nyeri, az Aqua Minera és Veritas ásványvizek mély, jégkorszaki eredetű rétegekből származnak. A víz természetesen lúgos kémhatású, pH 8,0 fölötti nagy részben, ami különösen értékes élettani szempontból is.
A cég közel 140 főt foglalkoztat, és évi több százmillió palack vizet és egyéb terméket gyárt. A portfólió ma is tartalmazza a hazai piacon jól ismert márkákat:
Veritas – díjnyertes, prémium ásványvíz
Queen – ikonikus, cukros üdítőitalcsalád
WATT – energikus, fiatalos, erős márka, amelyhez hosszú távú együttműködés kapcsolódik az autósport világából ismert Ámon Olivérrel
Aqua Minera – ősrégi víz zárt, tiszta rétegekből
Aqualife – kalóriamentes ízesített vizek
Family Sun – családbarát, gyümölcsös jegesteák
A vállalat célja nem csupán a piac követése, hanem annak formálása és inspirálása is – új impulzusokkal, minőséggel és megbízhatósággal. A megújult arculat, a dinamikus kommunikáció és a márkák folyamatos fejlesztése az Aqua Lorenzo hosszú távú stratégiájának alappillérei.

## Termékei

### Aquarius-Aqua
- QUEEN termékcsalád - 2018-tól 2,5 literes is.[1]

### Aqua Lorenzo
- Veritas termékcsalád
- Watt Grafitti energiaital termékcsalád
- Minera termékcsalád
- Aqualife termékcsalád
- Fröccsvíz